# PDFnet
PDFnet er navnet på et mindre, dansk opslagsværk på internet, hvor alt indhold er public domain og derfor frit kan kopieres og distribueres. PDFnet anvender avistypografi på "elektroniske A4-ark" i PDF-format, hvorved information fra internet effektivt kan distribueres på papir. 
Initiativet er etableret i 2002 og bygger på en grundlæggende ide om vidensdeling ved afskaffelse af ophavsret på digitalt materiale. 
En række informationer fra PDFnet er siden 2004 overført til Wikipedia og Wikimedia Commons. 
PDFnet er grundlagt af journalist og typograf Tommy Hansen.

## Ekstern kilde/henvisning
- PDFnets hjemmeside Arkiveret 16. april 2020 hos  Wayback Machine
- PDFnet på Wikimedia Commons
- PDFnet brugerprofil på Wikipedia

| Internet | Spire Denne internet-relaterede artikel er en spire som bør udbygges. Du er velkommen til at hjælpe Wikipedia ved at udvide den. |